# Рамсей, Джордж, 8-й граф Далхаузи
Джордж Рамсей, 8-й граф Далхаузи (англ. George Ramsay, 8th Earl of Dalhousie; 1730 — 15 ноября 1787) — шотландский пэр.

## Биография
Родился в 1730 году. Второй сын Джорджа Рамсея, лорда Рамсея (? — 1783), и внук Уильяма Рамсея, 6-го графа Далхаузи (1660—1739). Его мать, Джин Мол (? — 1769), была дочерью достопочтенного Гарри Мола из Келли и племянницей лишенного титула графа Панмура.
Он был принят в коллегию адвокатов Шотландии в 1757 году с правом заниматься адвокатской практикой.
29 января 1764 года после смерти своего старшего брата, Чарльза Рамсея, 7-го графа Далхаузи (1729—1764), Джордж Рамсей унаследовал титулы 8-го графа Далхаузи (Пэрство Шотландии), 8-го лорда Рамсея из Каррингтона (Пэрство Шотландии) и 9-го лорда Рамсея из Далхаузи (Пэрство Шотландии).
Лорд полиции (1775—1782), лорд-верховный комиссар Генеральной Ассамблеи Церкви Шотландии (1777—1782) и шотландский пэр-представитель в Палате лордов Великобритании (1774—1787).
Он унаследовал поместья род Мол, а остальное перешло его второму сыну, Уильяму Рамсею.

## Брак и дети
30 июля 1767 года Джордж Рамсей женился на Элизабет Глен (ок. 1739 — 17 февраля 1807), дочери Эндрю Глена. У супругов родилось 12 детей:
- Леди Джейн Рамсей (20 мая — 11 сентября 1768)
- Леди Элизабет Рамсей (6 сентября 1769 — 17 июня 1848), вышла замуж за сэра Томаса Монкриффа, 5-го баронета
- Джордж Рамсей, лорд Рамсей (23 октября 1770 — 21 марта 1838), будущий 9-й граф Халхаузи, старший сын и преемник отца.
- Достопочтенный Уильям Рамсей (27 октября 1771 — 13 апреля 1852), позже Уильям Мол, получил титул 1-го барона Панмура
- Генерал-лейтенант Достопочтенный Джеймс Рамсей (1 октября 1772 — 15 ноября 1837)
- Леди Люсинда Мэри Рамсей (17 ноября 1773 — 15 июня 1812)
- Генерал-лейтенант Достопочтенный Джон Рамсей (21 апреля 1775 — 28 июня 1842)
- Достопочтенный Эндрю Рамсей (6 мая 1776 — 2 апреля 1848)
- Достопочтенный Генри Рамсей (7 сентября 1777 — 24 июля 1808)
- Леди Джорджиана Рамсей (1 февраля 1779 — 17 мая 1794)
- Леди Мэри Рамсей (21 июня 1780 — 1 апреля 1866), вышла замуж за капитана Джеймса Хэя из Драмкара (? — 1822)
- Достопочтенный капитан Дэвид Касселс Стюарт Рамсей (27 декабря 1782 — 5 сентября 1801).